# Volker Braun
Volker Braun (Dresda, 7 maggio 1939) è un poeta, scrittore, narratore e autore di teatro tedesco. La sua lirica mira a recuperare la poesia come gesto pubblico e collettivo, come indagine della realtà storico-sociale: Noi e non loro (Wir und nicht sie, 1970), Contro il mondo simmetrico (Gegen die symmetrische Welt, 1974), Training del portamento eretto (Training des aufrechten Gangs, 1979), Lento scricchiolio del mattino (Langsam knirschender Morgen, 1987).
Partendo da una posizione marxista, Braun rivendica anche nella prosa (La spensierata vita di Kasts, Das ungezwungene Leben Kasts, 1972; i racconti di Storia incompiuta, Unvollendete Geschichte, 1975) e nella produzione teatrale (Tizio e Caio, Hinze und Kunze, 1973; La grande pace, Der große Frieden, 1979; Società di transizione, Die Ubergangsgesellschaft, 1982) un socialismo dinamico, che consenta il dubbio e la trasformazione.
Dopo l'89 ottiene il consenso unanime della critica e nel 2000 gli viene assegnato il Premio Büchner.

## Opere
- Provokation für mich (1965)
- Die Kipper (1965)
- Vorläufiges (1966)
- KriegsErklärung (1967)
- Lenins Tod (1970)
- Wir und nicht sie (1970)
- Die Kipper (1972)
- Das ungezwungene Leben Kasts (1972)
- Gedichte (1972)
- Gegen die symmetrische Welt (1974)
- Es genügt nicht die einfache Wahrheit (1975)
- Unvollendete Geschichte (1977)
- Der große Frieden (1979)
- Training des aufrechten Gangs, Lyrik (1979)
- Die Ubergangsgesellschaft (1982)
- Hinze-Kunze-Roman (1985)
- Langsam knirschender Morgen (1987)
- Verheerende Folgen mangelnden Anscheins innerbetrieblicher Demokratie. Schriften (1988)
- Der Stoff zum Leben (1990)
- Die Zickzackbrücke (1992)
- Der Wendehals (1995)
- Lustgarten Preußen (1996)
- Wir befinden uns soweit wohl. Wir sind erst einmal am Ende (1998)
- Tumulus (1999)
- Das Wirklichgewollte (2000)
- Das unbesetzte Gebiet (2004)
- Auf die schönen Possen (2005)
- Das Eigentum (2007)